# Мастерс, Блайт
Блайт Мастерс (англ. Blythe Masters, 22 марта 1969 года) — английский экономист, бывший топ-менеджер банка JPMorgan Chase. Считается главным разработчиком концепции кредитных дефолтных свопов (credit default swaps, CDS).
Блайт Мастерс родилась в Оксфорде, Великобритания. Она училась в Королевской школе в Кентерберри. В 1991 году окончила Тринити Колледж в Кембридже, специализировалась в экономике. Мастерс начала работать в JPMorgan Chase в 1991 году, после прохождения нескольких стажировок. Она отвечала за кредитный дериватив. Мастерс стала исполнительным директором проекта в 28 лет. С 2001 по 2004 год Мастерс работала во главе отделов банка по кредитной политике и стратегии. С 2004 по 2007 год была главным финансовым директором J.P. Morgan’s Investment Bank.